# Head Down
Head Down é o terceiro álbum de estúdio da banda Rival Sons, alcançando o 1º lugar na parada UK Rock. Foi lançado no dia 14 de setembro de 2012 na Europa e 17 de setembro de 2012 no Reino Unido. Gravado em Nashville, produzido por Dave Cobb e mixado por Vance Powell que trabalhou com as bandas White Stripes e Kings of Leon, Head Down é um disco variado e maduro. 
É o último álbum de estúdio da banda que foi gravado com a formação original, antes da saída do baixista e membro fundador Robin Everhart em agosto de 2025. Foram lançados 5 singles do álbum: "Until the Sun Comes", "Keep On Swinging", "Manifest Destiny Pt. 1", "You Want To" e "Wild Animal". A música "Keep On Swinging" teve seu videoclipe divulgado no mesmo ano. Head Down recebeu críticas positivas de revistas como Classic Rock Magazine, levando a banda a vencer o “Breakthrough Act of the Year”, prêmio da Classic Rock Awards com a nomeação da banda na categoria "Artista revelação" e o prêmio “Best New Band” ("Melhor nova banda") em pesquisa feita a partir de opiniões de usuários do Planet Rock.

## Lista de faixas
| N.º            | Título                   | Compositor(es)                                             | Duração |  |
| 1.             | "Keep On Swinging"       | Jay Buchanan, Scott Holiday, Robin Everhart, Michael Miley | 4:00    |  |
| 2.             | "Wild Animal"            | Buchanan, Holiday, Everhart, Miley                         | 3:27    |  |
| 3.             | "You Want To"            | Buchanan, Holiday, Everhart, Miley, Dave Cobb              | 4:15    |  |
| 4.             | "Until the Sun Comes"    | Buchanan, Holiday, Everhart, Miley, Cobb                   | 2:59    |  |
| 5.             | "Run from Revelation"    | Buchanan, Holiday, Everhart, Miley                         | 4:14    |  |
| 6.             | "Jordan"                 | Buchanan                                                   | 6:18    |  |
| 7.             | "All the Way"            | Buchanan                                                   | 5:10    |  |
| 8.             | "The Heist"              | Buchanan, Holiday, Everhart, Miley                         | 3:13    |  |
| 9.             | "Three Fingers"          | Buchanan, Holiday, Everhart, Miley                         | 3:17    |  |
| 10.            | "Nava"                   | Holiday                                                    | 2:01    |  |
| 11.            | "Manifest Destiny Pt. 1" | Buchanan, Holiday, Everhart, Miley, Cobb                   | 8:20    |  |
| 12.            | "Manifest Destiny Pt. 2" | Buchanan, Holiday, Everhart, Miley                         | 4:24    |  |
| 13.            | "True"                   | Buchanan, Holiday                                          | 4:43    |  |
| Duração total: | Duração total:           | Duração total:                                             | 56:19   |  |

## Créditos
Rival Sons
- Jay Buchanan – vocais
- Scott Holiday – guitarras
- Robin Everhart – baixos
- Michael Miley – baterias

Produção
- Produção de Dave Cobb
- Mixagem de Vance Powell